# Fusine
Fusine (lombardul: Füsini) település Olaszországban, Lombardia régió Sondrio megyéjében. Lakosainak száma 545 fő (2023. január 1.). Fusine Cedrasco, Foppolo, Postalesio, Berbenno di Valtellina, Colorina, Forcola és Tartano községekkel határos.

## Népesség
A település népességének változása:
| Lakosok száma | 572  | 575  | 545  |
|               | 2017 | 2018 | 2023 |